# Titus Interactive
Titus Software, más tarde conocido como Titus Interactive S.A., fue una empresa distribuidora de videojuegos francesa de largo recorrido que produjo y publicó videojuegos para diversos formatos durante su vida.
Avalon Interactive fue una subsidiaria de Titus Interactive, responsable de la distribución europea de los juegos del grupo.

## Historia
Fundada por los hermanos Eric y Hervé Caen en Francia en 1985, Titus comenzó publicando títulos para Commodore Amiga y PC antes de pasar a consolas, como la Super Nintendo Entertainment System, Game Boy, Nintendo 64 y, finalmente, publicando títulos para Nintendo GameCube y PlayStation 2.
Titus adquirió BlueSky Software y la desarrolladora de Reino Unido, con incluso mayor recorrido, Digital Integration 1998 y se hizo pública, inscribiéndose en el mercado de valores francés. También ganó la interés en América adquiriendo la distribuidora Interplay en agosto de 2001, nombrando a Hervé Caen CEO de la empresa después de la salida de Brian Fargo de Interplay.

## Juegos publicados
| - Fire and Forget (1988) - Galactic Conqueror (1988) - Crazy Cars (1988) - Crazy Cars 2 (1989) - Knight Force (1989) - Dick Tracy (1990) - Fire and Forget 2 (1990) - Blues Brothers (1991) - Prehistorik (1991) - Crazy Cars 3 (1992) - Titus the Fox (AKA Moktar) (1992) - Prehistorik 2 (1993) - Lamborghini American Challenge (1994) - The Brainies (1996) - Incantation (1996) - Prehistorik Man (1996) - Rival Realms (1997) - Virtual Chess 64 (1997) - Automobili Lamborghini (1997) | - Roadsters (1999) - Superman 64 (1999) - Evil Zone (1999), desarrollado por YUKE’s Future Media Creators - Xena: Warrior Princess: The Talisman of Fate (1999), desarrollado por Saffire - Incredible Crisis (2000), desarrollado por Polygon Magic - Hercules: The Legendary Journeys (2000), desarrollado por Player 1 - Carmageddon 64 (2000), desarrollado por Software Creations - Blues Brothers 2000 (2000) - Top Gun: Combat Zones (2001), desarrollado por Digital Integration - Virtual Kasparov (2001) - Worms World Party (2001) desarrollado por Team 17 - Exhibition Of Speed (2001) desarrollado por Player 1 - RoboCop (videojuego) (2003) - Sgt. Cruise (cancelado) |